# Ooes
Ooes, właśc. Jelizawieta Ospiennikowa (ros. Елизавета Оспенникова, ur. 9 sierpnia 1998 w Dzierżyńsku) – rosyjska muzyczka, wokalistka i autorka tekstów.

## Życiorys
W 2016 roku ukończyła Dziecięcą Szkołę Muzyczną nr 3 im. Nikołaja Guselnikowa w Dzierżyńsku.
Swoje umiejętności rozwijała również w chórze kościelnym.
Jej partnerem życiowym i autorem muzyki do utworów jest Siergiej Senbonzakura. W 2020 za pośrednictwem mediów streamingowych opublikowali płytę „Мне не страшно”, która jednak nie została dostrzeżona przez szerszą publiczność. Popularność wokalistce przyniosła dopiero wydana w grudniu tegoż roku piosenka „зима”. W czerwcu 2021 wystąpiła w programie telewizyjnym Wieczernij Urgant. Z kolei wrzesień 2021 to początek pierwszej trasy koncertowej artystki, planowo obejmującej 9 miast w 3 krajach (Rosja, Białoruś, Ukraina).

## Dyskografia
Albumy studyjne
- Мне не страшно (2020)[5]
- мои (твои) тёмные желания (2021)[6]

Single
- melancholia (2020)
- зима (2020)
- ладкое сердце (2021)
- ночь (2021)
- права (2021)
- магия (2021)